# ダークネス (2002年の映画)
『ダークネス』（Darkness）は、ジャウマ・バラゲロが手掛ける2002年のスペイン・アメリカ映画。

## 概要
40年前の7人の子供の失踪事件があった古家に越してきた4人家族が翻弄される”闇”の恐怖を描いた2002年のスペイン・アメリカ合作のミステリー・ホラー作品で、前作「ネイムレス／無名恐怖」で脚光を浴び、2000年、米Variety誌にて「最も才能のある監督10人（ヨーロッパ部門）」に選ばれたREC/レックシリーズで知られるジャウマ・バラゲロ。本作でもREC/レック等で見られた作風である、ミステリー要素が色濃く見られる。
主演には『グース』『X-MEN』のアンナ・パキンをキャスティング。

## ストーリー
40年前、スペイン郊外の森で7人の子供たちが行方不明になった。一人だけ発見された少年はその間の記憶がなく、「丸い家」や「暗闇」と言った謎のワードを呟くだけであった。
それから40年後、父親の療養の為にアメリカから父親の生まれ故郷スペインへ引っ越して来たレジーナ一家。古い家に住み始めてから弟のポールは暗闇を異常に恐れるようになり、父のマークは何かに取り憑かれたように粗暴になっていった。
家族の異変を感じたレジーナは、全てが40年前の皆既月食の日に起きた7人子供達の失踪事件と、この家に関係していることを突き止めた。そして、40年ぶりに皆既月食が起きようとしていた…。

## キャスト
※括弧内は日本語吹替
- レジーナ - アンナ・パキン（小島幸子）
- メアリー - レナ・オリン（一柳みる）
- マーク - イアン・グレン（森田順平）
- アルベルト - ジャンカルロ・ジャンニーニ（阪脩）
- カルロス - フェレ・マルティネス（川島得愛）
- ポール - ステファン・エンキスト（田口宏子）